# Destacamento de Transporte da RAAF no Japão
O Destacamento de Transporte da RAAF no Japão foi uma unidade de transporte aéreo da Real Força Aérea Australiana (RAAF) que operou no rescaldo da Guerra da Coreia. Formada em Março de 1955 em Iwakuni, no Japão, foi equipada com três aviões Douglas C-47 Dakota e um CAC Wirraway. A principal missão do destacamento consistia na realização de voos de transporte de correio entre o Japão e a Coreia do Sul, em apoio às unidades militares da Commonwealth colocadas na península. O destacado cessou as suas operações em Junho de 1956 e foi dissolvido em Setembro do mesmo ano.

## História
O Destacamento de Transporte da RAAF no Japão foi antecedido por um contingente de transporte aéreo que a Real Força Aérea Australiana manteve no Japão antes da Guerra da Coreia. Quando a guerra na península começou em Junho de 1950, o Esquadrão N.º 77 estava colocado em Iwakuni como parte da Força de Ocupação da Comunidade Britânica. Equipado com aviões North American P-51 Mustang, o esquadrão também operava um destacamento de comunicações equipado com dois aviões Douglas C-47 Dakota e dois Auster. A Asa N.º 91 foi estabelecida em Iwakuni em Outubro de 1950 para administrar as unidades da RAAF durante a guerra. Estas incluíam o Esquadrão N.º 77, o Esquadrão N.º 391, o Esquadrão N.º 491 e o Destacamento de Comunicações N.º 30, anteriormente conhecido como Destacamento de Comunicações do Esquadrão N.º 77. Em Novembro, o destacamento foi re-designado como Unidade de Transporte N.º 30. Por esta altura o destacamento tinha uma frota de oito aviões Dakota e dois Auster. Em Novembro de 1951, a Unidade de Transporte N.º 30 foi re-designada como Unidade de Comunicações N.º 30. No final de 1952, a sua força era composta por oito aviões Dakota, um avião CAC Wirraway e 59 militares.

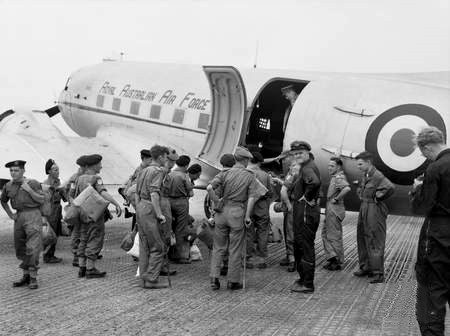
Antigos prisioneiros de guerra a embarcar num avião Dakota do Esquadrão N.º 36 em Seoul, Coreia do Sul, em Agosto de 1953

Em Março de 1953 a Unidade de Transporte N.º 30 foi re-formada como Esquadrão N.º 36, que havia sido dissolvido no dia anterior na Base aérea de Richmond, em Nova Gales do Sul, Austrália. Elementos do Esquadrão N.º 36 começaram a regressar à Austrália em Janeiro de 1955, e no final do mês a força do esquadrão consistia em quatro aviões Dakota, um Wirraway e 58 militares. O Esquadrão N.º 36 deixou de realizar operações aéreas no dia 13 de Março; posteriormente, os seus militares deixaram Iwakuni e regressaram todos à Austrália. No dia seguinte, o Destacamento de Transporte da RAAF no Japão foi criado em Iwakuni, ficando sob o comando da Asa N.º 91. Este destacamento foi equipado com três aviões Dakota e um Wirraway, os quais tinham sido deixados para trás pelos últimos membros do Esquadrão N.º 36. O efectivo do destacamento consistia em 74 militares no final do mês de Março, tendo vindo sobretudo do Esquadrão N.º 36, incluindo o seu comandante G. L. Waller, mas também do Esquadrão N.º 391.
A principal missão do destacamento era a de realizar voos de transporte regulares de Iwakuni para Busan e Kimpo, na Coreia do Sul, cinco dias por semana—de Segunda a Sexta—em apoio às forças da Commonwealth na península coreana. Com o passar do tempo, o destacamento foi sendo apelidado de "Companhia aérea Japão-Coreia". Embora transportassem essencialmente mercadoria e equipamentos, as suas aeronaves também eram empenhadas em voos de transporte de tropas de volta para Iwakuni, e duas enfermeiras que pertenciam ao Esquadrão N.º 391 estavam constantemente destacadas para acompanhar o destacamento nestes voos; outra missão ocasional era o transporte de entidades VIP. No dia 30 de Abril de 1955, a Asa N.º 391 e o Esquadrão N.º 391 foram dissolvidos em Iwakuni. No dia 28 de Junho de 1956 o destacamento realizou o seu último voo, entregando posteriormente as suas instalações da base à Marinha dos Estados Unidos. O último avião Dakota do destacamento—a última aeronave da RAAF colocada no Japão— descolou de Iwakuni em direcção à Austrália no dia 8 de Julho. Para trás deixou algum pessoal tripulante de terra e o Tenente de voo Raleigh, um pequeno cão amarelo que havia acompanhado a Asa N.º 81 no Japão como sua mascote em 1945 e que, desde então, havia permanecido em Iwakuni com o contingente da RAAF. Raleigh, um bom membro da RAAF mas considerado demasiado velho para regressar à Austrália, foi entregue a uma família norte-americana quando os últimos elementos da RAAF deixaram Iwakuni. No dia 28 de Setembro de 1956 o destacamento foi oficialmente dissolvido. Nos registos da RAAF ficaram catalogados os transportes de 4400 passageiros e 280 mil quilos de mercadoria entre o primeiro voo, em Março de 1955, e o último em Julho de 1956, incluindo 690 tropas da Commonwealth apenas no mês de Abril de 1956. Apenas uma missão deixou de ser realizada ao longo do seu tempo de serviço, esta devido a um tufão.